# Кавайису

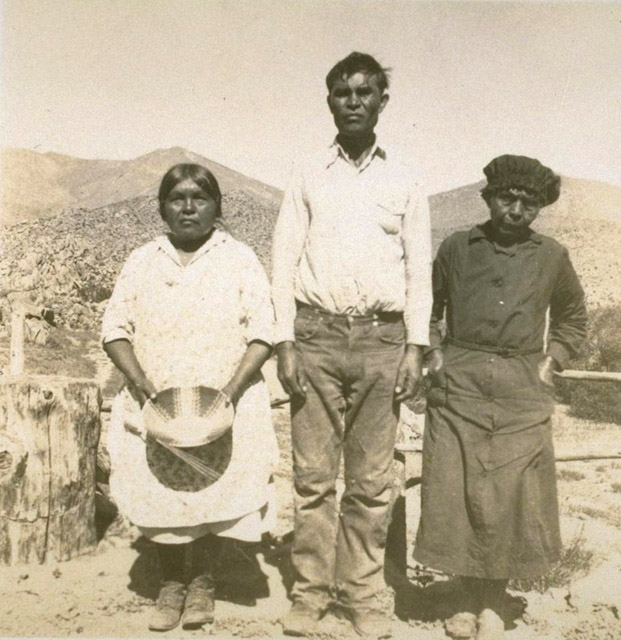
Семья индейцев кавайису, нач. XX в.

Кавайису, Kawaiisu, самоназвание нува, Nuwa, Nuooah — племя индейцев на юге Калифорнии в долине Техачапи и в горах к северу от неё вплоть до озера Изабелла и перевала Уокер. Также кавайису совершали миграции на восток с целью сбора съестных припасов до пустыни Мохаве к северу и северо-востоку от долины Антилопы и на восток до Панаминтских гор и западной окраины Долины смерти.

## Культура
Кавайису проживали в постоянных зимних поселениях, в каждом из которых жило от 60 до 100 человек. В тёплые времена года они нередко делились на мелкие группы для охоты и сбора растений в горах и пустыне.
По языку и культуре кавайису близки южным паютам, живущим на юго-западе штата Невада, и чемеуэви на востоке пустыни Мохаве в штате Калифорния. Первоначально, на рубеже н. э., они могли проживать в пустыне и лишь затем переселиться в горы.
Кавайису известны под рядом других названий, в частности, кальенте, паюты и техачапи, но себя называют Nuwu, «люди». Они поддерживали дружественные отношения с соседним племенем китанемук, участвовали в коллективных загонах антилоп вместе с йокутами.

## Язык
Язык кавайису входит в состав южных нумских языков юто-ацтекской семьи. Родина кавайису граничила с носителями других юто-ацтекских языков, не входивших в нумскую ветвь. Китанемуки на юге говорили на языке такик, тубатулабал на севере говорили на языке тубатулабал, занимавшем обособленное положение в юто-ацтекской семье. Йокуты на севере по языку не относились к юто-ацтекской семье. Ближайшим родственником по языку является племя чемеуэви на востоке.